# Cuestionario autoadministrado
Cuestionario autoadministrado es un método de recopilación de datos en el cual el entrevistado responde las preguntas planteadas por un investigador o grupo de investigadores de forma autónoma mediante una guía explícita que indica la forma de responder, este se lo aplica generalmente en grupos predefinidos o mediante el envío postal pudiendo ser por medios digitales o convencionales dirigidos a quienes deban contestarlos. Este método de recolección que actualmente ha ido evolucionando a partir de las entrevistas telefónicas brinda información con gran consistencia como los métodos presenciales o telefónicos debido a que tiene facilidad de cobertura e interacción didáctica con el entrevistado pudiendo contener una mayor cantidad de recursos comunicativos, ilustraciones, gráficos, fotografías, enlaces, etc.

## Ventajas
- El uso de medios digitales, presenta un amplio acceso al público
- No requiere el empleo de costos elevados
- Asegurar el anonimato a los participantes
- No atenta contra la integridad de ningún sujeto
- La presión puesta en el grupo a investigar es menor, no genera sesgo
- El tiempo para responder el instrumento de estudio es ilimitado

## Desventajas
- No permite obtener información totalmente veraz
- Poco control del investigador en cuanto a quién llena el cuestionario y si lo hace realmente bien
- La recepción del cuestionario a quien lo debe llenar puede terminar en su correo no deseado
- No se puede estimar un tiempo específico para obtener los resultados, ya que dependerá de quien lo reciba[3]

#### Cuestionarios autoadministrados por correo
La opción de realizar cuestionarios a larga distancia donde sea el investigado quien decida cuando y donde responder resulta muy útil para el investigador porque logra acceder a información de personas en diferentes partes de mundo cuyo costo es asequible y muy importante para una investigación. No obstante la información no puede ser muy veraz por la ausencia de representación de la muestra y la poca fiabilidad de conocer realmente a la persona que responde, esto da como resultado una baja tasa de respuesta.

#### Cuestionarios autoadministrados grupales con entrevistador
Cuando los cuestionarios autoadministrados son grupales los investigados tienen la seguridad de tener total anonimato, por otra parte, la dificultad en agrupar a una gran cantidad de personas con características específicas para realizar los cuestionarios resulta elevado por lo que esta forma de recolección de datos está mayormente enfocado a grupos comprendidos de forma natural.